# Nahirne, Bahciîsarai
Nahirne (în ucraineană Нагірне) este un sat în comuna Zelene din raionul Bahciîsarai, Republica Autonomă Crimeea, Ucraina.

## Demografie
Componența lingvistică a localității Nahirne
     Rusă (43,55%)
     Tătară crimeeană (40,32%)
     Ucraineană (14,52%)
     Belarusă (1,61%)
Conform recensământului din 2001, nu exista o limbă vorbită de majoritatea populației, aceasta fiind compusă din vorbitori de rusă (43,55%), tătară crimeeană (40,32%), ucraineană (14,52%) și belarusă (1,61%).